# 奧克伍德 (喬治亞州)
奧克伍德（英語：Oakwood）是一個位於美國喬治亞州霍爾縣的城市。

## 地理
奧克伍德的座標為34°13′52″N 83°52′57″W / 34.23111°N 83.88250°W，而該地的平均海拔高度為353米（即1158英尺）。

## 人口
根據2010年美國人口普查的數據，奧克伍德的面積為13.08平方千米，當中陸地面積為13.07平方千米，而水域面積為0.01平方千米。當地共有人口3970人，而人口密度為每平方千米303.52人。